# Бонски университет
Рейнският Фридрих-Вилхелмов университет Бон (на немски: Rheinische Friedrich-Wilhelms-Universität Bonn) е обществен университет, намиращ се в град Бон, провинция Северен Рейн-Вестфалия, Германия. Член е на университетското обединение Europaeum.
Основан е през 1818 г. и днес е сред най-големите в страната. Сред по-известните възпитаници и преподаватели в университета са Карл Маркс, Фридрих Ницше, папа Бенедикт XVI и 7-а нобелови лауреати.
Седалище на университета е бившият Курфюрстки дворец в Бон.

## Нобелисти
- Харалд цур Хаузен, възпитаник: физиология или медицина, 2008
- Райнхард Зелтен, преподавател: икономика, 1994
- Волфганг Паул, преподавател: физика, 1989
- Луиджи Пирандело, възпитаник: литература, 1934
- Ото Валах, преподавател: химия, 1910
- Паул фон Хайзе, възпитаник: литература, 1910
- Филип Ленард, преподавател: физика, 1905

## Галерия
- Централна университетска библиотека
- Централна университетска библиотека, изглед от юг
- „Юридикум“, украсен с творба на Вазарели
- Институт по радиоастрономия „Макс Планк“
- Сграда на департамента по анатомия
- Менза на Бонския университет
- Център по икономика и невронауки
- Център по теоретична физика „Бете“
- Бонския замък
- Кобленцката врата
- Център по математика